# Onou (île)
Pour les articles homonymes, voir Ono.
Onou (ou Ono) est une municipalité du district d'Oksoritod, dans l'État de Chuuk, un des États fédérés de Micronésie.
Située dans la partie orientale de l'atoll de Namonuito, elle comprend l'île Ono d'une superficie de 0,31 km² et 296 habitants.